# John Menteith

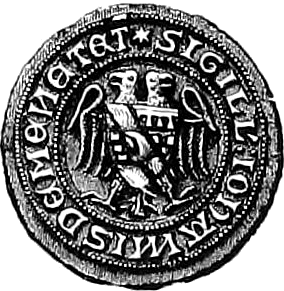
Darstellung des Siegels von John Menteith aus dem 19. Jahrhundert

Sir John Menteith (auch John of Menteith, Menteith of Rusky oder Menteith of Arran and Knapdale) († zwischen 1. August und 31. Dezember 1323) war ein schottischer Adliger und Militär. Er ist vor allem wegen der Gefangennahme und Auslieferung des schottischen Nationalhelden William Wallace berühmt-berüchtigt.

## Herkunft
John Menteith entstammte einer Seitenlinie der schottischen Familie Stewart. Er war der zweite Sohn von Walter Bulloch Stewart, Earl of Menteith und von dessen Frau Mary of Menteith. Nach dem Tod seines Vaters vor 1296 erbte sein älterer Bruder Alexander den Titel Earl of Menteith.

## Kampf auf schottischer Seite im Krieg gegen England
Zusammen mit seinem Bruder Alexander hatte John im Gefolge ihres Vaters am 20. September 1286 an dem Treffen in Turnberry Castle teilgenommen. Bei diesem Treffen hatten sich nach dem Tod von König Alexander III. eine Reihe von Baronen versammelt, die den Thronanspruch von Robert de Brus unterstützten. Während des Kriegs gegen England ab 1296 gerieten sowohl John wie auch Alexander nach der Schlacht bei Dunbar in englische Gefangenschaft. John wurde zusammen mit Sir Edmund Comyn of Kilbride im Mai 1296 als Gefangener nach Nottingham Castle gebracht. Für seine Freilassung musste er 1297 am englischen Feldzug nach Flandern teilnehmen. Er wurde zum Ritter geschlagen und durfte 1298 nach Schottland zurückkehren, wo er seinen Landbesitz zurückerhielt. Wenig später schloss er sich aber den Rebellen an, die gegen die englische Besatzung kämpften. Danach wird er erst im September 1303 wieder erwähnt, als er zusammen mit Sir Alexander Menzies den englischen Statthalter Aymer de Valence in Linlithgow aufsuchte und vermutlich im Namen des schottischen Guardian Sir John Comyn of Badenoch um Frieden bat. Zu dieser Zeit hatte der englische König Eduard I. einen Feldzug bis weit nach Nordostschottland geführt, so dass die Schotten keine andere Möglichkeit mehr sahen, als sich zu unterwerfen. Menzies und Menteith erkannten aber, dass die irischen Fußsoldaten im Dienst der Engländer hungerten und stark geschwächt waren. Sie hielten deshalb eine Fortsetzung des Kampfes für möglich, doch die Mehrheit der schottischen Barone, einschließlich des Guardian und vermutlich schließlich auch Menteith selbst, ergaben sich im Februar 1304.

## Seitenwechsel und Kampf auf englischer Seite
Menteith musste die Aufmerksamkeit des englischen Königs geweckt haben, der ihn im März 1304 zum Kommandanten und Sheriff von Burg und Stadt Dumbarton ernannte. Damit war Menteith einer der wenigen Schotten, denen der König das Kommando über eine wichtige Burg gab. Allerdings war die Region noch 1305 nicht fest unter englischer Kontrolle. Deshalb wurde Menteith erlaubt, seine Abrechnungen über Einnahmen und Ausgaben als Sheriff erst nach einer Befriedung des Landes überprüfen zu lassen. Soldaten unter Menteiths Kommando nahmen am 3. August 1305 in oder bei Glasgow William Wallace, einen der letzten flüchtigen Rebellen gefangen. Möglicherweise war Wallace auch verraten worden. Menteith lieferte ihn an den englischen König aus, der ihn verurteilen und als Verräter hinrichten ließ. Schon der Chronist Walter Bower berichtete in den 1420er Jahren, dass John Menteith von den Schotten verabscheut wurde. Als Sheriff hatte er aber kaum eine andere Wahl gehabt, als Wallace auszuliefern. Zu der Zeit war Schottland fast vollständig von England unterworfen worden, und es wäre für ihn selbstmörderisch gewesen, das Vertrauen des englischen Königs zu enttäuschen und sich gegen die Engländer zu stellen. Der König belohnte Menteith mit Landbesitz, aus dem er jährliche Einkünfte in Höhe von £ 100 haben sollte. Auch nach der Ermordung von John Comyn of Badenoch und der Rebellion von Robert Bruce Anfang 1306 blieb Menteith ein loyaler Unterstützer des englischen Königs. Bruce soll vor seiner Rebellion im März 1306 noch versucht haben, Menteith auf seine Seite zu ziehen und ihn zur Übergabe von Dumbarton Castle zu bewegen. Menteith blieb aber weiter auf englischer Seite. Möglicherweise schätzte er die Chancen von Bruce als zu gering ein, oder ihn hatte die Ermordung von Comyn zum Gegner von Bruce gemacht. Nach Walter Bower wollte er sogar Robert Bruce in Dumbarton Castle in eine Falle locken und gefangen nehmen. Dieser Plan soll aber von einem Diener verraten worden sein, der von Bruce später mit Landbesitz bei Eddlewood belohnt wurde. Während der Rebellion griffen Alexander Lindsay und Walter Logan, zwei Unterstützer von Bruce, das von Menteith verteidigte Dumbarton Castle erfolglos an.

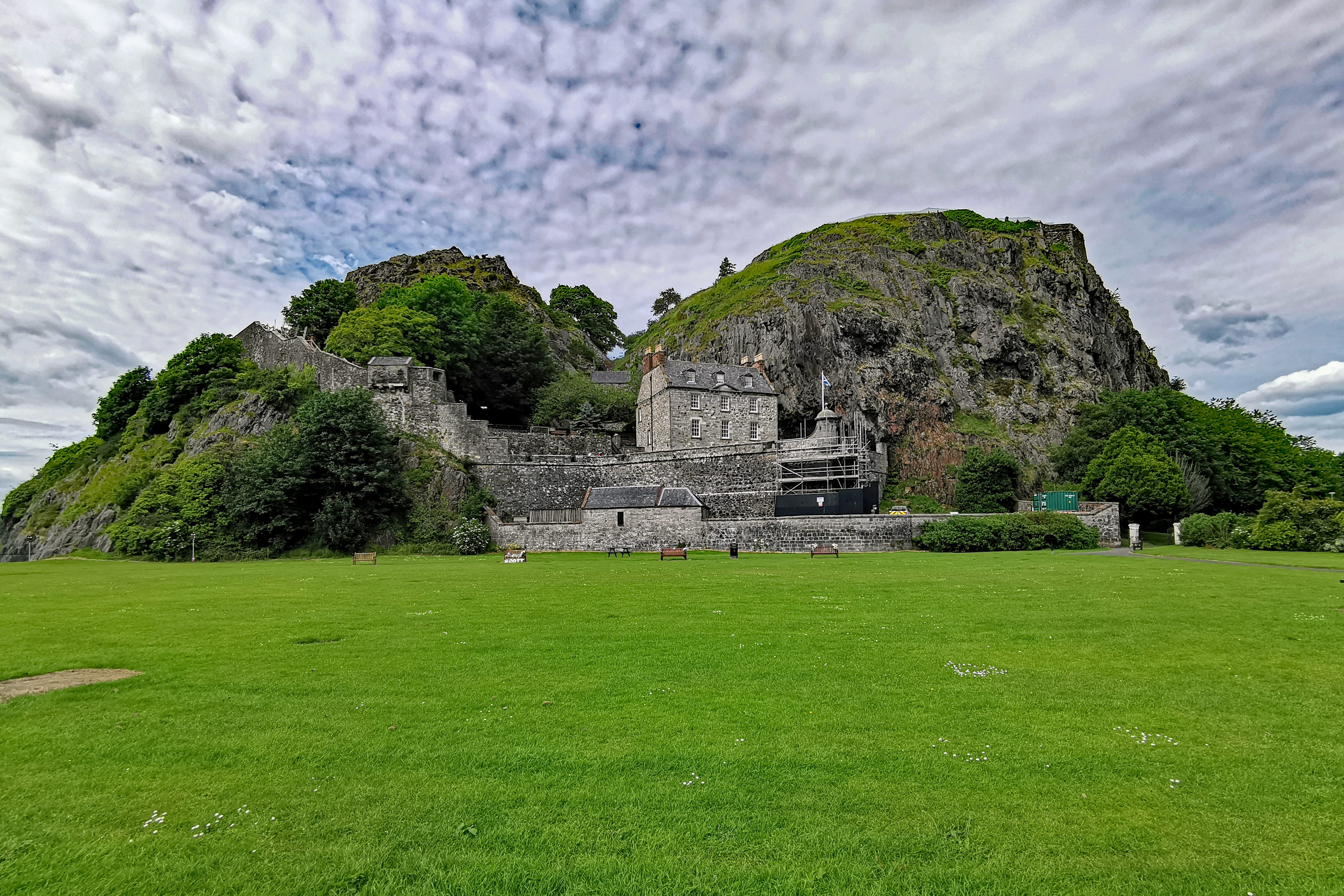
Dumbarton Rock mit den Ruinen der mittelalterlichen Burg auf dem Plateau des Felsens

Zu den Hauptbesitzungen der Familie Menteith in den westlichen Highlands gehörte Kintyre mit Skipness Castle. Damit kam Menteith eine wichtige Rolle bei der Beherrschung der westschottischen Küste durch die Engländer zu. Eduard I. erhob ihn für seine Dienste zum Earl of Lennox, nachdem Earl Malcolm als Unterstützer von Bruce der Titel im Juni 1306 aberkannt worden war. Dazu übergab er ihm die Verwaltung der Temporalien des Bistums Glasgow. Menteith erhielt aber nicht den Titel Earl of Menteith, den der englische König einen Monat zuvor seinem Neffen Alan Stewart aberkannt und an John Hastings vergeben hatte. Im September 1306 sollte Menteith von seinen Besitzungen in Kintyre aus die Truppen versorgen, die Dunaverty Castle belagerten, wo der flüchtige Robert Bruce vermutet wurde. Im September 1306 eroberte er dann zusammen mit John Botetourt und John Macdougall die Burg, die Bruce jedoch bereits zuvor wieder verlassen hatte. Im nächsten Jahr sollte Menteith seine Truppen mit denen des irisch-schottischen Abenteurers Hugh Bisset vereinen, der die Isle of Arran und anderen Besitzungen in Schottland beanspruchte. Zusammen mit dem englischen Kapitän Simon de Montagu suchten sie mit ihren Langbooten in der Irischen See nach dem weiterhin flüchtigen Robert Bruce. Nachdem Bruce 1307 wieder in Südwestschottland gelandet war, beteiligte sich Menteith dort an der Verfolgung von Bruce.

## Erneuter Seitenwechsel
Im kriegerisch geprägten Westschottland war aber nicht nur Robert Bruce sein Gegner, sondern auch der lokale Adlige John MacSween. Vermutlich konnte Menteith MacSween aus Knapdale vertreiben. MacSween wandte sich nun an den englischen König Eduard II. und beschuldigte Menteith, dass er zusammen mit John MacDougall of Argyll ihn als rechtmäßigen Herrn von Knapdale vertrieben hätte. Angeblich hatte zwar auch John Macdougall auf englischer Seite gekämpft, doch der englische König gab offenbar MacSween Recht und entzog Menteith den Besitz von Knapdale. Daraufhin wechselte Menteith die Seiten und schloss sich Robert Bruce an, der bis Herbst 1308 weite Teile von Schottland unter seine Kontrolle bringen konnte.

Wappen von John Menteith

## Enger Vertrauter von Robert Bruce
1309 nahm er an dem ersten Parlament teil, das Bruce als König abhielt. Danach blieb er ein loyaler Unterstützer des schottischen Königs. 1314 nahm er an der Schlacht von Bannockburn teil, und vermutlich kämpfte er zumindest zeitweise bei dem Versuch der schottischen Eroberung von Irland. Robert Bruce schätzte aber besonders seine Fähigkeiten als Verwalter und Unterhändler. Bereits im August 1309 sandte Bruce Menteith als Unterhändler zu seinem Schwiegervater, Richard de Burgh, 2. Earl of Ulster. 1310 gehörte er zu den schottischen Gesandten, die vergebliche Friedensverhandlungen mit England führten. Menteith bezeugte insgesamt 46 königliche Urkunden. Bis 1318 bezeugte außer Walter Stewart kein anderer schottischer Magnat mehr Urkunden des Königs als Menteith. Nach 1318 gewann dann James Douglas noch größere Bedeutung, doch Menteith gehörte weiterhin zu den engeren Vertrauten von Bruce. Möglicherweise hatte er im königlichen Haushalt bis 1318 das Amt des Butlers inne, dass dann aber von William Soulis beansprucht wurde. Im November 1316 reiste er zusammen mit Thomas Randolph, 1. Earl of Moray als schottischer Unterhändler nach York, doch sie konnten Eduard II. nicht zum Abschluss eines längerfristigen Waffenstillstands bewegen. 1320 besiegelte er nach Walter Stewart und James Douglas als dritter schottischer Baron die Declaration of Arbroath. Im Mai 1323 diente er erneut mit Moray als Unterhändler bei Verhandlungen mit dem englischen König. Dieses Mal konnten sie einen dreizehnjährigen Waffenstillstand vereinbaren.

## Erwerb von weiteren Besitzungen
Als Unterstützer von Robert Bruce verzichtete Menteith auf den Titulartitel Earl of Lennox. Der König bestätigte ihn als Lord of the Firth of Clyde und belohnte ihn mit der Verwaltung von Menteith. Als David of Atholl um 1313 Ansprüche auf das vakante Earldom erhob, kam es zu Spannungen zwischen ihm und John Menteith. Diese wurden aber gegenstandslos, als Atholl im Folgejahr während der Schlacht von Bannockburn die Seiten wechselte. 1321 wurde Menteith die Verwaltung der großen Baronie Strathgartney übertragen. Am 1. August 1323 wurde er mit Glen Breackerie am Südende von Kintyre und dem Ailsa Craig in Ayrshire belehnt. Vermutlich starb Menteith aber noch vor Ende des Jahres. Vielleicht war schon sein namensgleicher Sohn mit Glen Breackerie und dem Ailsa Craig belehnt worden.

## Familie und Nachkommen
Der Name seiner Frau ist unbekannt. Er hatte mehrere Kinder, darunter:
- Sir John Menteith, Lord of Arran († vor 1344)
- Alexander Menteith
- Joan Menteith († nach 1367) (1) ⚭ Maol Íosa, 7. Earl of Strathearn; (2) ⚭ John Campbell, 1. Earl of Atholl; (3) ⚭ Maurice Moray, 1. Earl of Strathearn (4) ⚭ William Sutherland, 5. Earl of Sutherland